# Civray-sur-Esves
Civray-sur-Esves é uma comuna francesa na região administrativa do Centro, no departamento Indre-et-Loire. Estende-se por uma área de 13,5 km². Em 2010 a comuna tinha 207 habitantes (densidade: 15,3 hab./km²).